# Cilicaeopsis tuberculata
Cilicaeopsis tuberculata là một loài chân đều trong họ Sphaeromatidae. Loài này được Kussakin & Malyutina miêu tả khoa học năm 1992.